# C21orf91
C21orf91 (англ. Chromosome 21 open reading frame 91) – білок, який кодується однойменним геном, розташованим у людей на короткому плечі 21-ї хромосоми. Довжина поліпептидного ланцюга білка становить 297 амінокислот, а молекулярна маса — 33 948.
| 10         |  | 20         |  | 30         |  | 40         |  | 50         |
| ---------- |  | ---------- |  | ---------- |  | ---------- |  | ---------- |
| MNEEEQFVNI |  | DLNDDNICSV |  | CKLGTDKETL |  | SFCHICFELN |  | IEGVPKSDLL |
| HTKSLRGHKD |  | CFEKYHLIAN |  | QGCPRSKLSK |  | STYEEVKTIL |  | SKKINWIVQY |
| AQNKDLDSDS |  | ECSKNPQHHL |  | FNFRHKPEEK |  | LLPQFDSQVP |  | KYSAKWIDGS |
| AGGISNCTQR |  | ILEQRENTDF |  | GLSMLQDSGA |  | TLCRNSVLWP |  | HSHNQAQKKE |
| ETISSPEANV |  | QTQHPHYSRE |  | ELNSMTLGEV |  | EQLNAKLLQQ |  | IQEVFEELTH |
| QVQEKDSLAS |  | QLHVRHVAIE |  | QLLKNCSKLP |  | CLQVGRTGMK |  | SHLPINN    |

A: Аланін

C: Цистеїн

D: Аспарагінова кислота

E: Глутамінова кислота

F: Фенілаланін

G: Гліцин

H: Гістидин

I: Ізолейцин

K: Лізин

L: Лейцин

M: Метіонін

N: Аспарагін

P: Пролін

Q: Глутамін

R: Аргінін

S: Серин

T: Треонін

V: Валін

W: Триптофан

Задіяний у такому біологічному процесі, як альтернативний сплайсинг. 